# ماتیس هارمن
ماتیس هارمن (انگلیسی: Matthis Harsman؛ زادهٔ ۸ اکتبر ۱۹۹۹) بازیکن فوتبال است.